# Edelweißerhütte
Die Edelweißerhütte ist eine kleine, hölzerne Schutzhütte des Edelweiss-Club Salzburg und liegt auf einer Höhe von 2350 m ü. A. am Gipfel des Mittleren Streitmandls inmitten des Tennengebirges im Salzburger Land.

## Lage
Die Hütte befindet sich in hervorstechender Lage unmittelbar unterhalb des Gipfels des Mittleren Streitmandls in 2350 m ü. A. Höhe und bietet somit eine grandiose Aussicht, beispielsweise auf den Hochkönig und das Hagengebirge, aber auch über das ausgedehnte Plateau des Tennengebirges. Sie ist Witterungsbedingungen wie Sturm, Gewitter und Schneestürmen schutzlos ausgesetzt. An Sommerwochenenden wird die Edelweißerhütte abwechselnd von Mitgliedern des Edelweißclubs bewartet, dann können hier Bergsteiger übernachten und Getränke erhalten. Ist sie geschlossen, können im kleinen Notraum bis zu vier Personen übernachten.

## Geschichte
1921 errichteten die Edelweißer die heutige Hütte auf dem Streitmandl unter schwierigen Bedingungen. Hilfsmittel wie Hubschrauber oder Seilbahn standen nicht zur Verfügung. Der Bau war eine beachtliche Leistung in der damaligen Zeit, als es noch gar keinen Weg auf das Streitmandl gab. Die Edelweißer mussten die Holzbalken vom Mahdegg über 1.200 Höhenmeter herauf tragen und errichteten anschließend die Schutzhütte, welche im Sommer 1922 eröffnet wurde.

## Zustiege
- Vom Unterholzbauern (1100 m, Parkplatz, bei Pfarrwerfen) über Mahdegg-Alm, Eiskeller und Grießscharte, Gehzeit: 3½ Stunden
- Vom Gasthaus Samerhof (950 m, Parkplatz, bei Werfenweng) über Tanzboden, Werfener Hütte und Throntal, Gehzeit: 4 Stunden
- Von der Wengerau (Parkplatz, 960 m) über Elmaualm, Werfener Hütte und Throntal, Gehzeit: 4 Stunden

Anmerkung: Die ehemalige Mautstraße von Werfenweng zum Alpengasthof Mahdegg-Alm ist gesperrt.

## Übergänge
- Leopold-Happisch-Haus (1925 m) über Streitmandlscharte und Pitschenbergtal, Gehzeit: 2 Stunden
- Dr.-Friedrich-Oedl-Haus (1575 m) über Hiefler, Lehnender Stein und Hochkogelsteig, Gehzeit: 3½ Stunden
- Werfener Hütte (1970 m) über Throntal und Thronleiter (Kletterstellen im Schwierigkeitsgrad I), Gehzeit: 1 Stunde
- Laufener Hütte (1725 m) über Wengerscharte, Bleikogel und Tennkessel, Gehzeit: 5 Stunden
- Söldenhütte (1530 m) über Wengerscharte und Tauernscharte, Gehzeit: 4 Stunden

## Gipfelbesteigungen
- Werfener Hochthron (2363 m), schwierig, Gehzeit: 1 Stunde
- Raucheck (2432 m), mittel, Gehzeit: 1 Stunde
- Kletterrouten an Fieberhörner und Werfener Hochthron